# Knut Baade

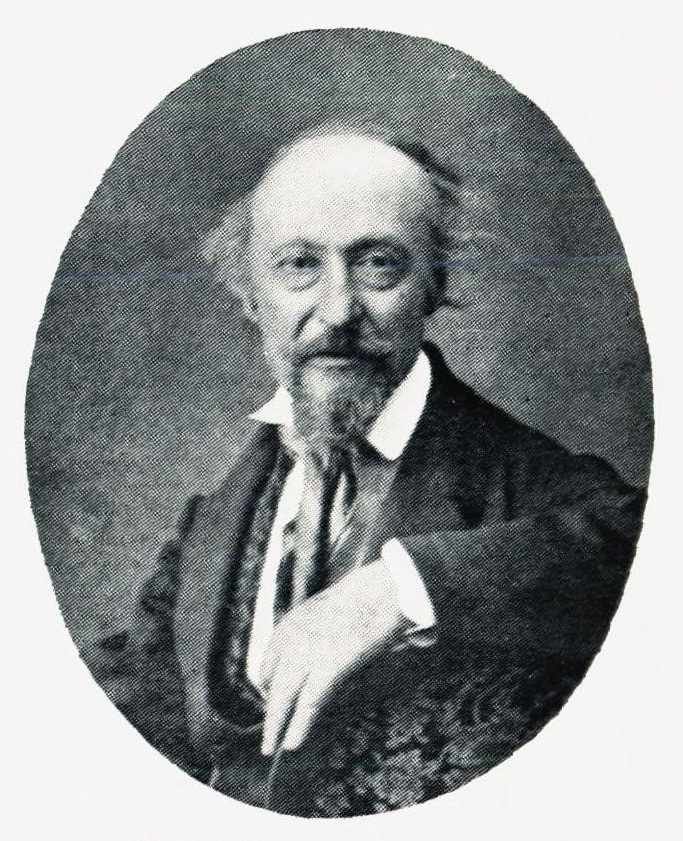
Porträt von Knud Baade

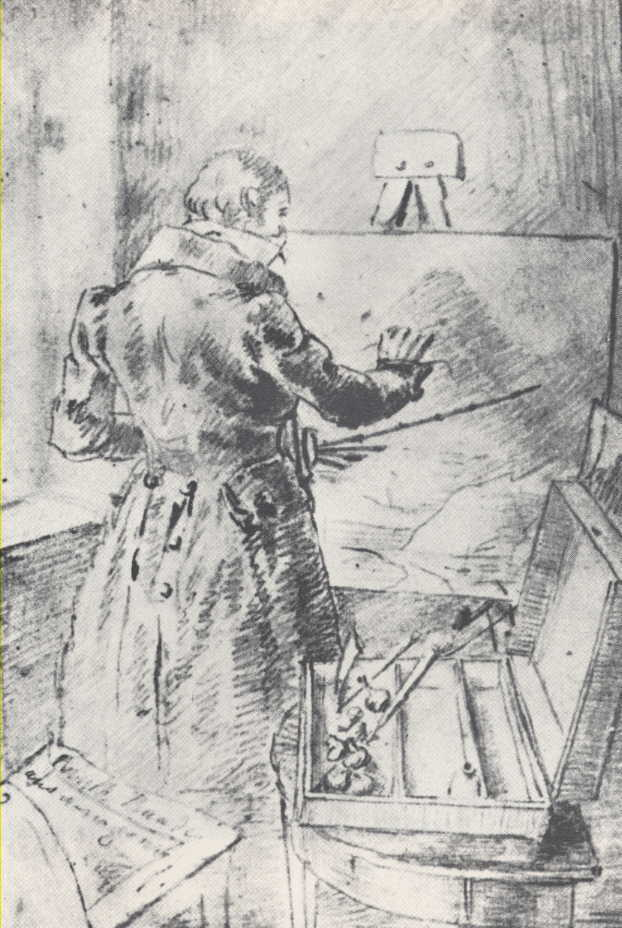
Knud Baade an der Staffelei (Bleistiftzeichnung von C.D.Friedrich um 1836/38)

Knud Andreassen Baade (* 28. März 1808 in Skiold, Norwegen; † 24. November 1879 in München) war ein norwegischer Maler.

## Leben
Knut Baade machte in Bergen seine ersten Kunststudien bei dem Porträtmaler Leo Lehmann und ging 1827 auf die Akademie in Kopenhagen, wo er bei Christoffer Wilhelm Eckersberg studierte. In dieser Zeit malte er vor allem Motive aus dem nordischen Mythos.
1830 musste er sein Studium aus finanziellen Gründen abbrechen und zog nach Christiania, wo er als Porträtmaler arbeitete, aber auch die Qualitäten der heimischen Landschaft für sich entdeckte. Nachdem er in den folgenden Jahren Studien an der Küste Norwegens gemacht hatte, begegnete er 1836 dem frühromanischen Maler Johan Christian Clausen Dahl und begleitete diesen nach Dresden, wo er drei Jahre unter der Leitung seines Landsmanns arbeitete.
1839 erlitt Baade eine Augenerkrankung und musste zurück in die Heimat reisen. Erst 1843 kam er wieder nach Dresden zurück und zog dann 1845 nach München. Hier fand Baade endlich seinen eigenen Stil. Er malte die vom Mond beleuchteten felsigen Küsten und Fjorde Norwegens in dramatisch bewegten Bildern.

## Grabstätte

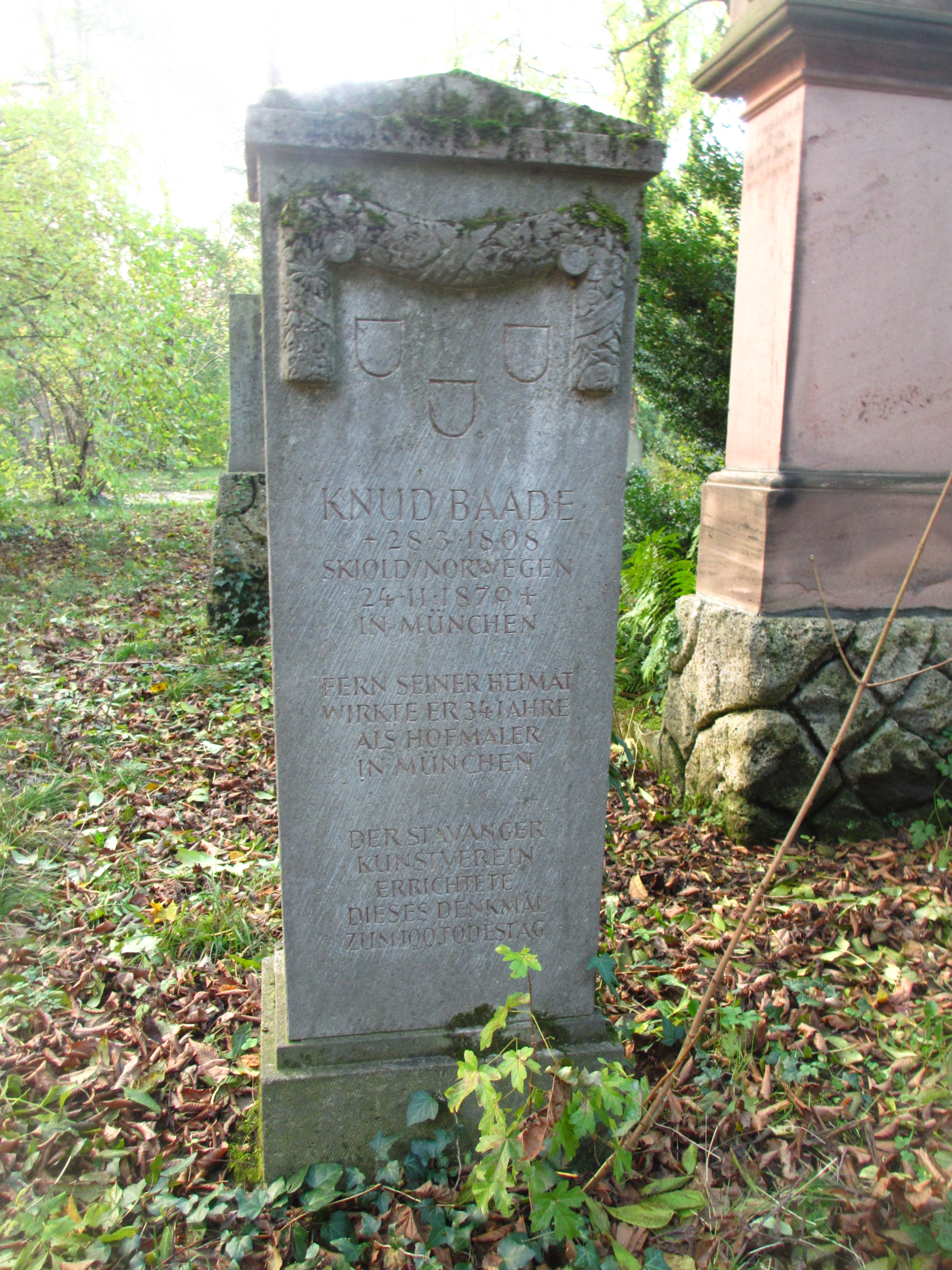
Grab von Knud Baade auf dem Alten Südlichen Friedhof in München

Die Grabstätte von Knud Baade befindet sich auf dem Alten Südlichen Friedhof in München (Gräberfeld 35 – Reihe 6 – Platz 1) Standort.

## Galerie
Auswahl von Gemälden von Knut Baade:

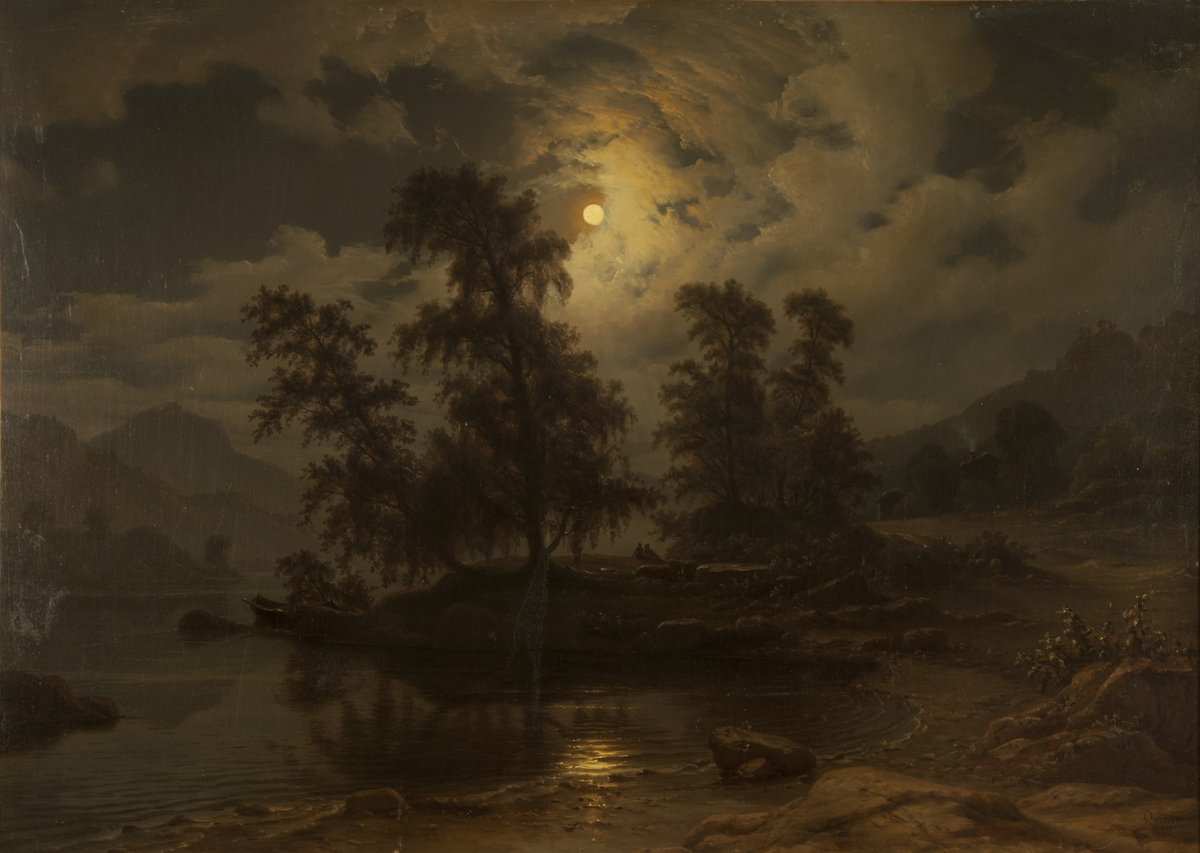
Landschaft im Mondschein
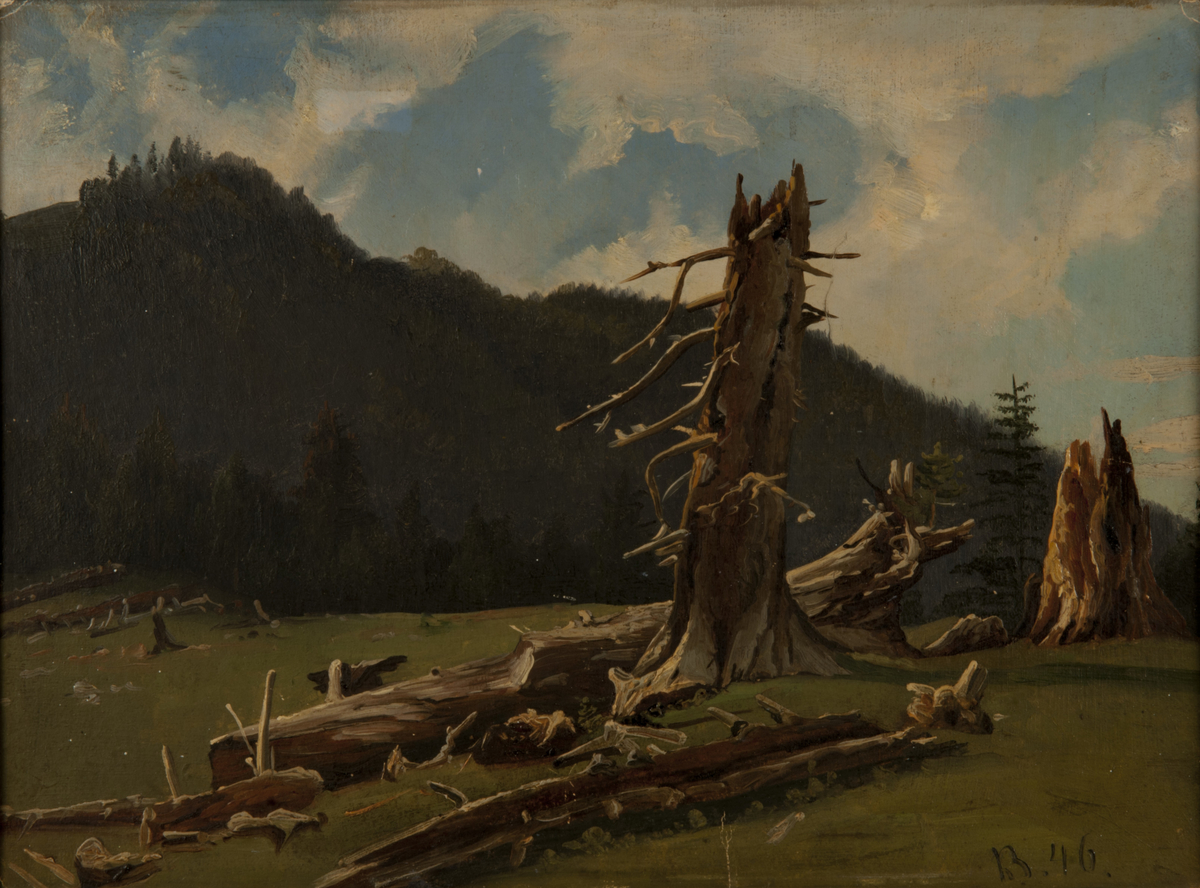
Landschaft mit Totholz
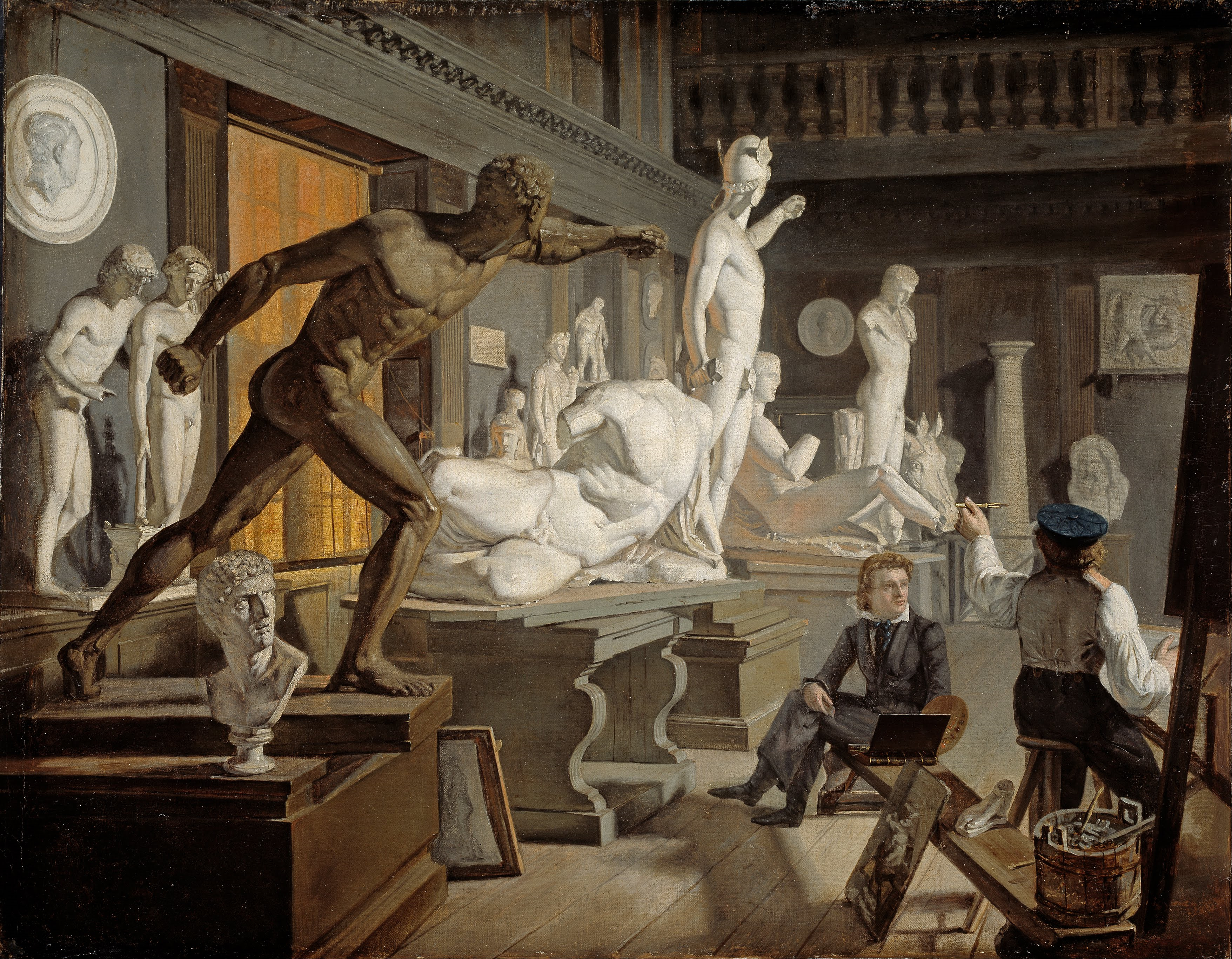
Szene aus der Akademie in Kopprenhagen, 1827
Winter, 1834
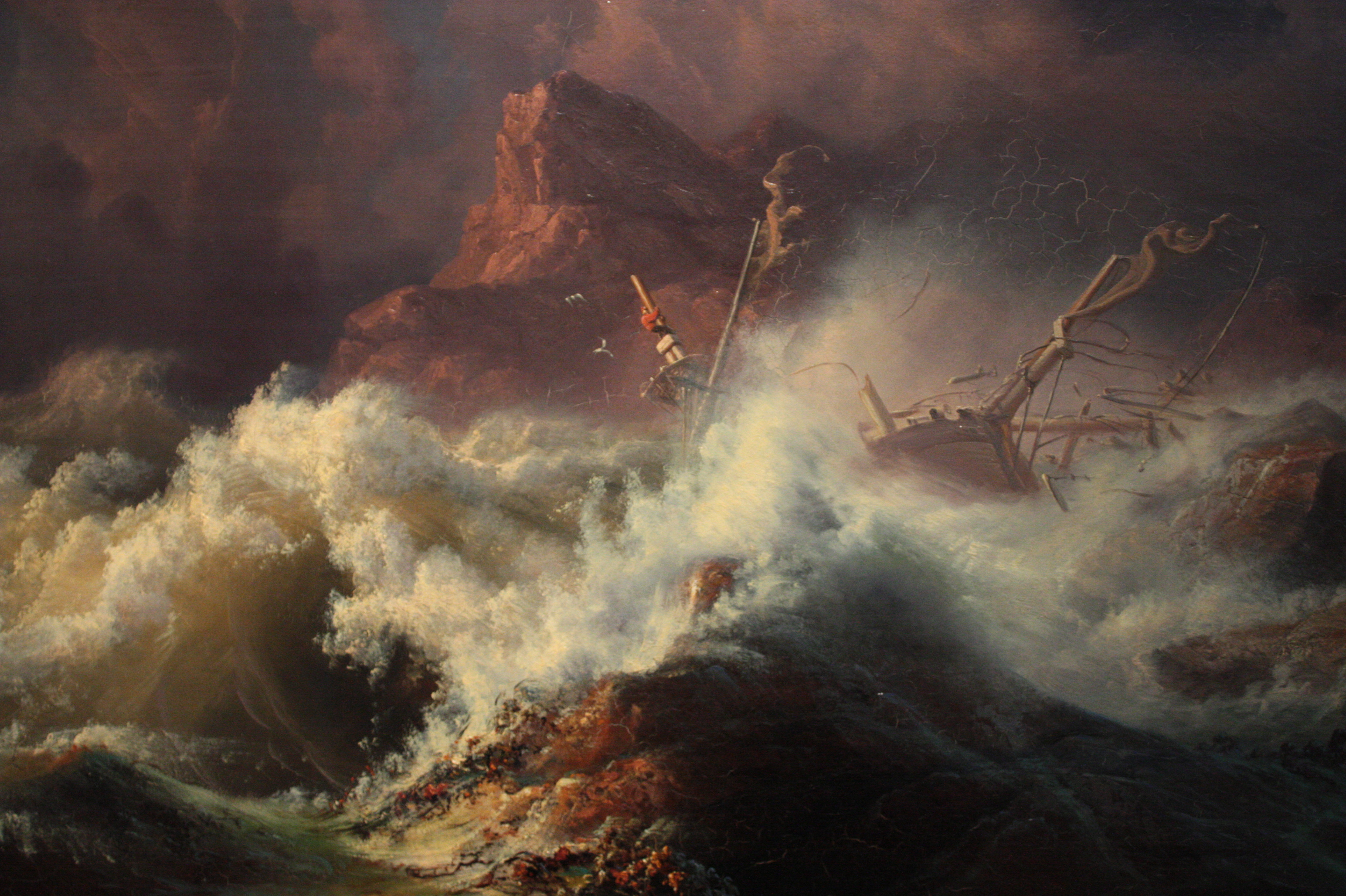
Das Wrack, 1835
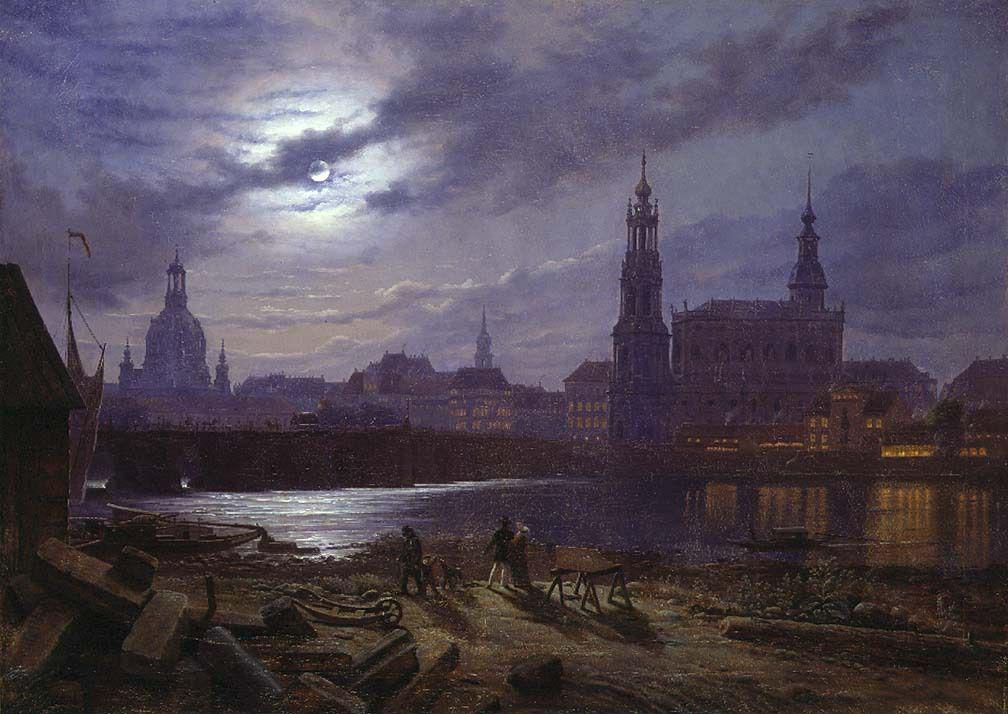
Dresden im Mondschein, 1837
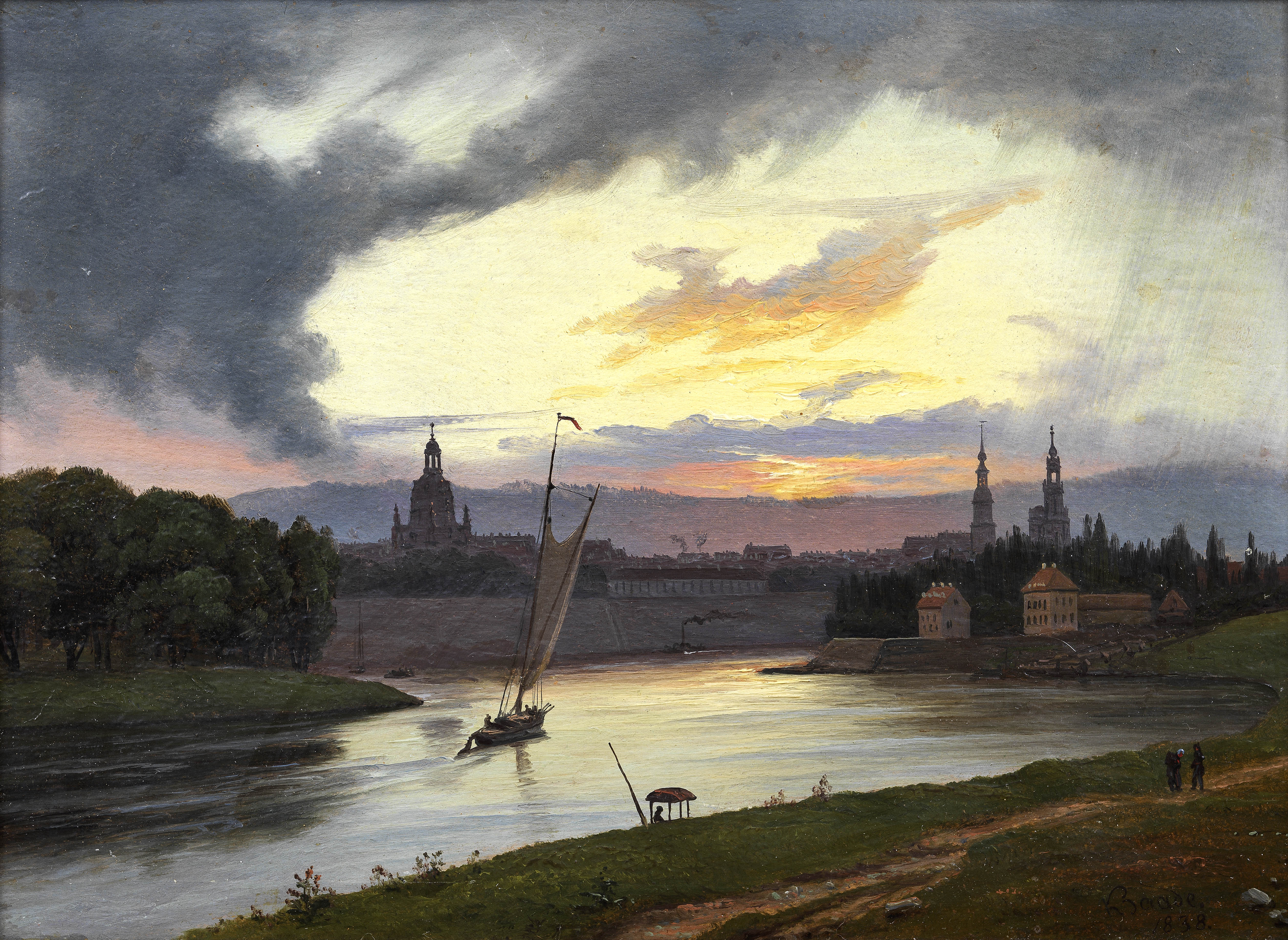
Dresden im Sonnenuntergang, 1838
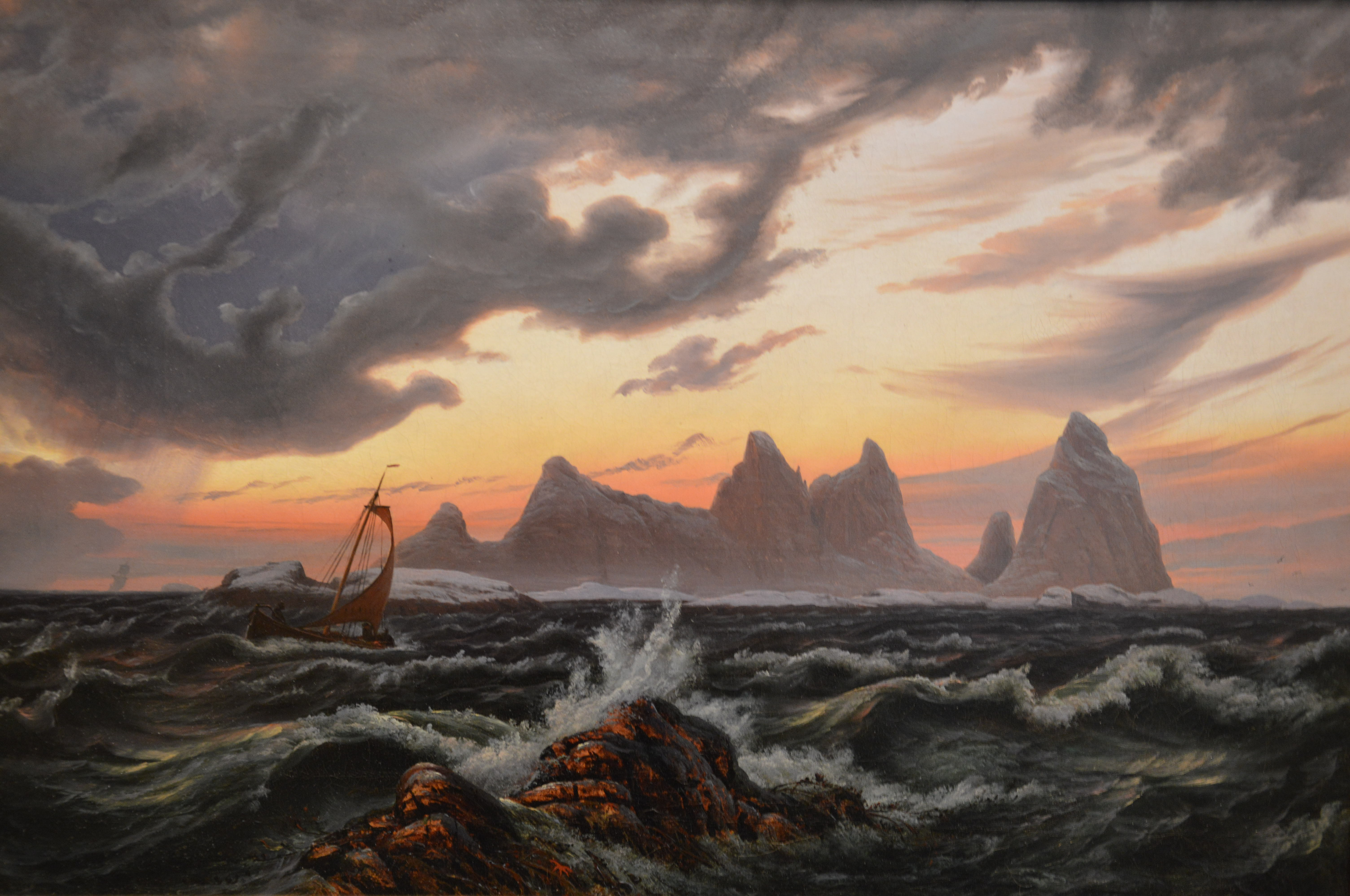
Insel Traena, 1838
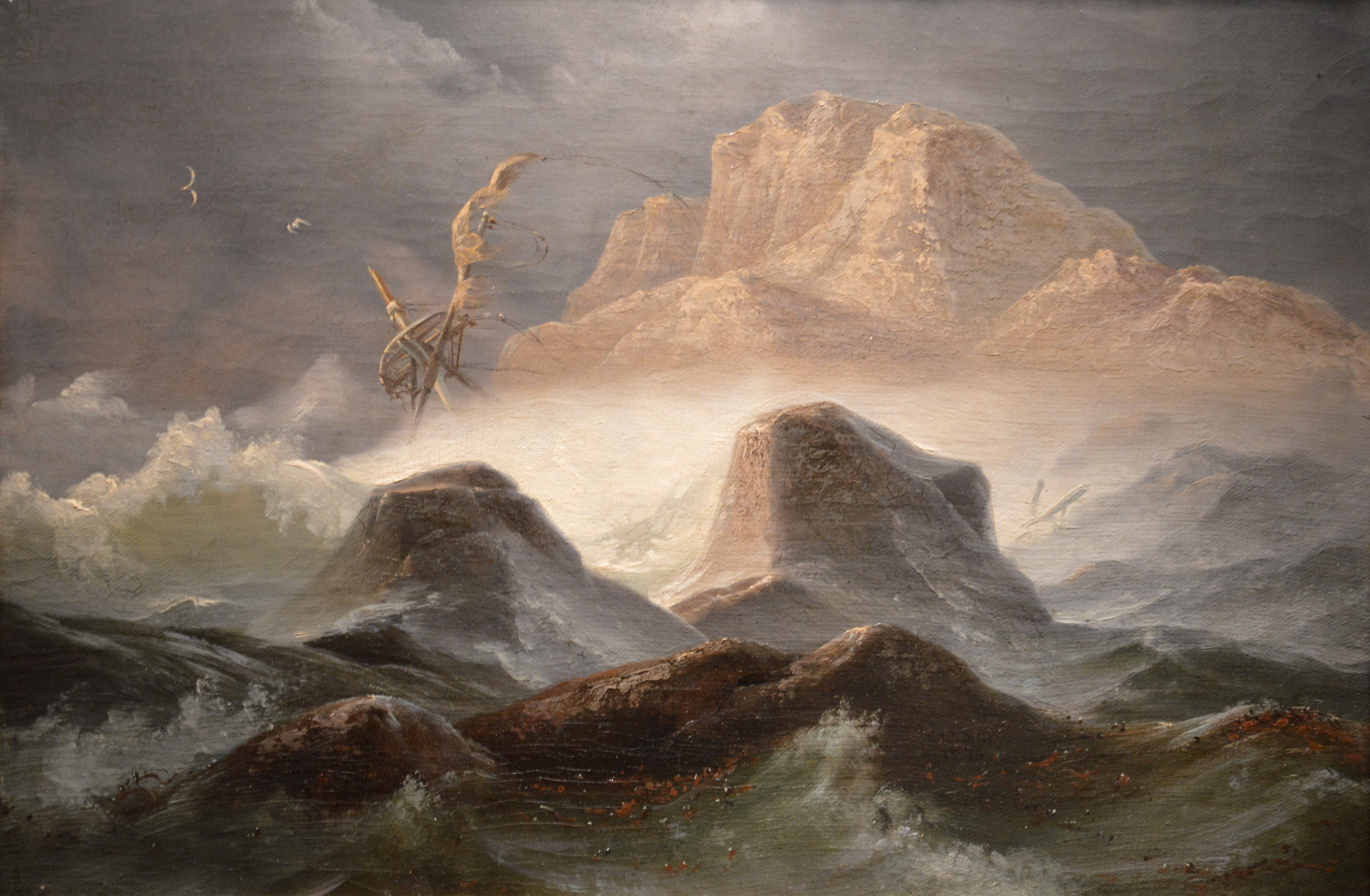
Sturm an der norwegischen Küste, 1846
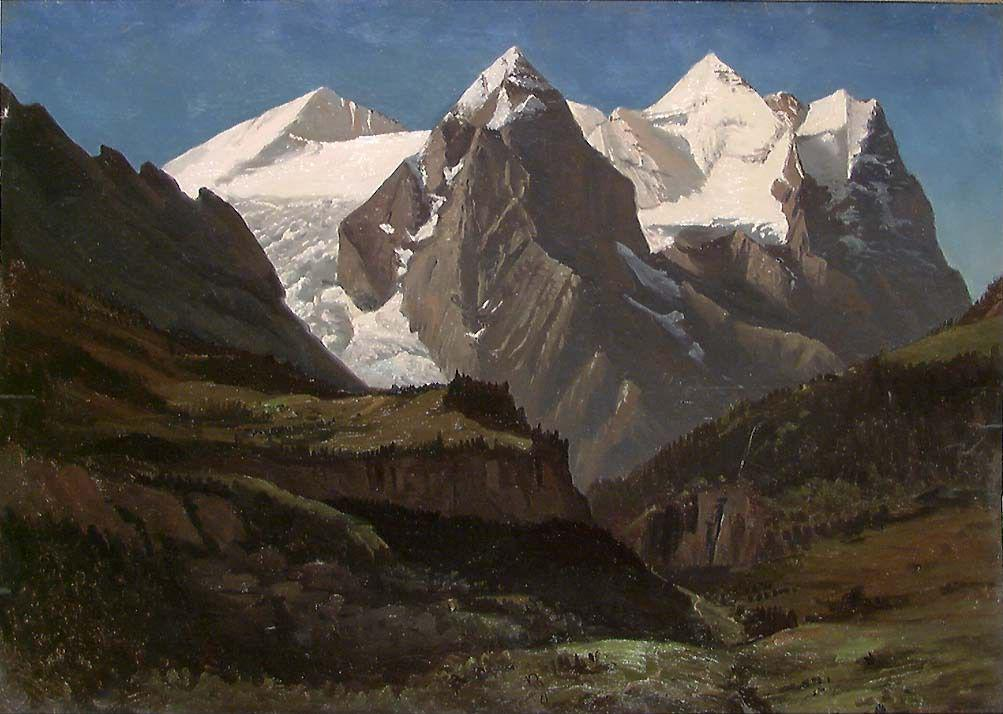
Schweiz, 1850
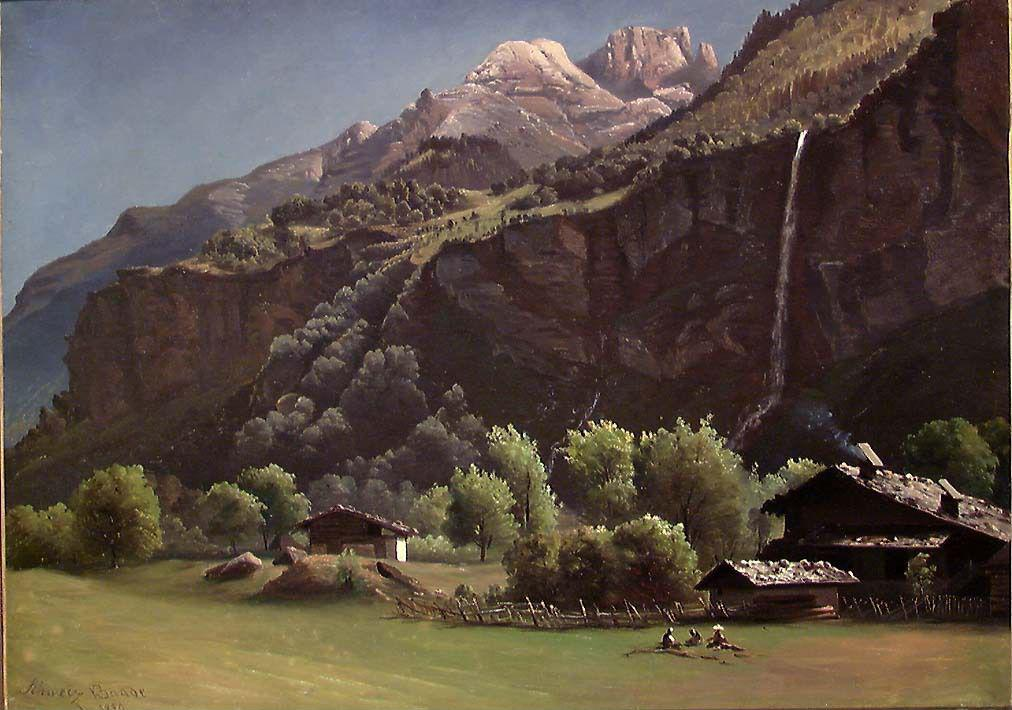
Bergbauernhof in der Schweiz, 1850
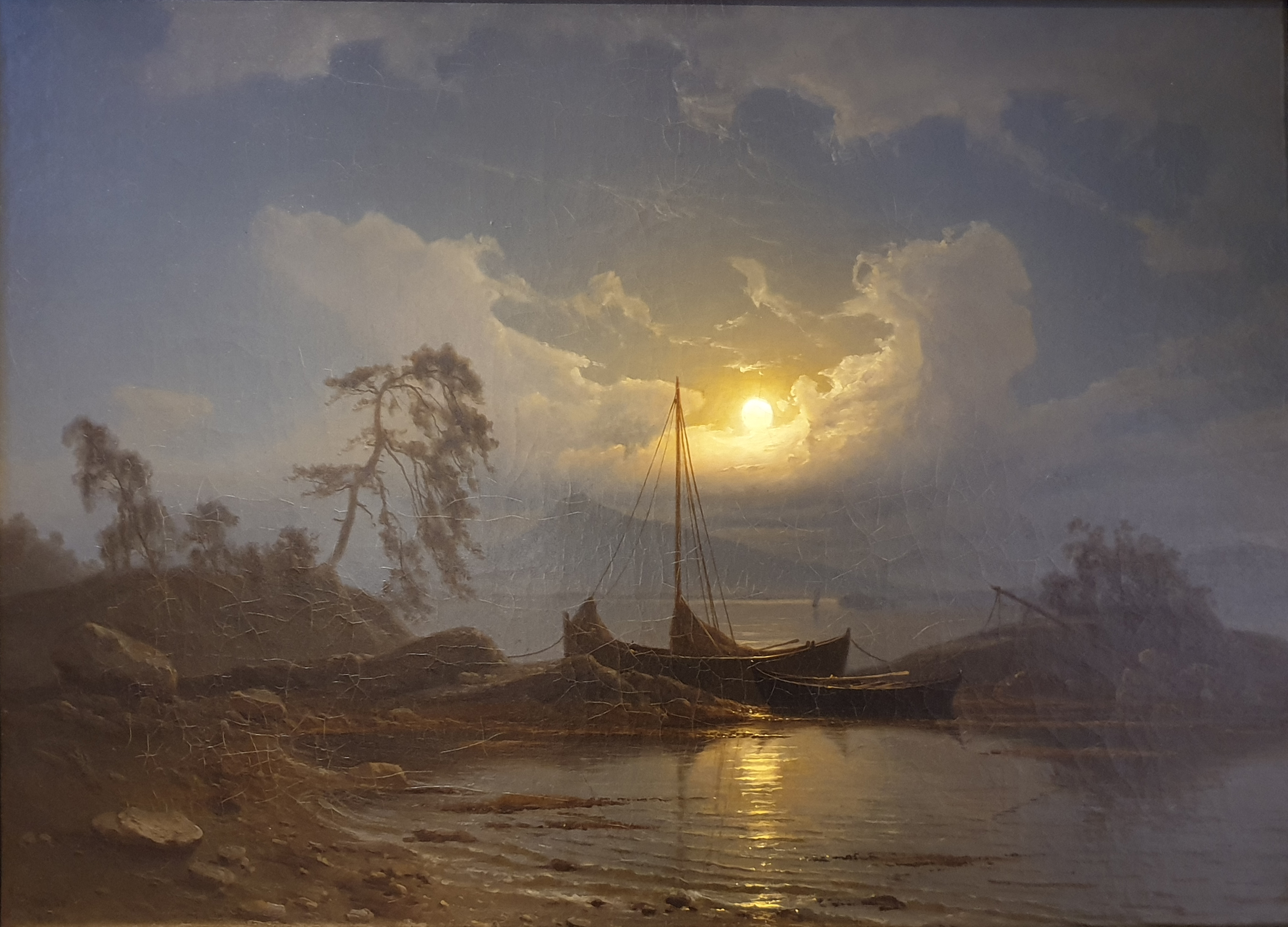
Vor der Westküste Norwegens, 1852
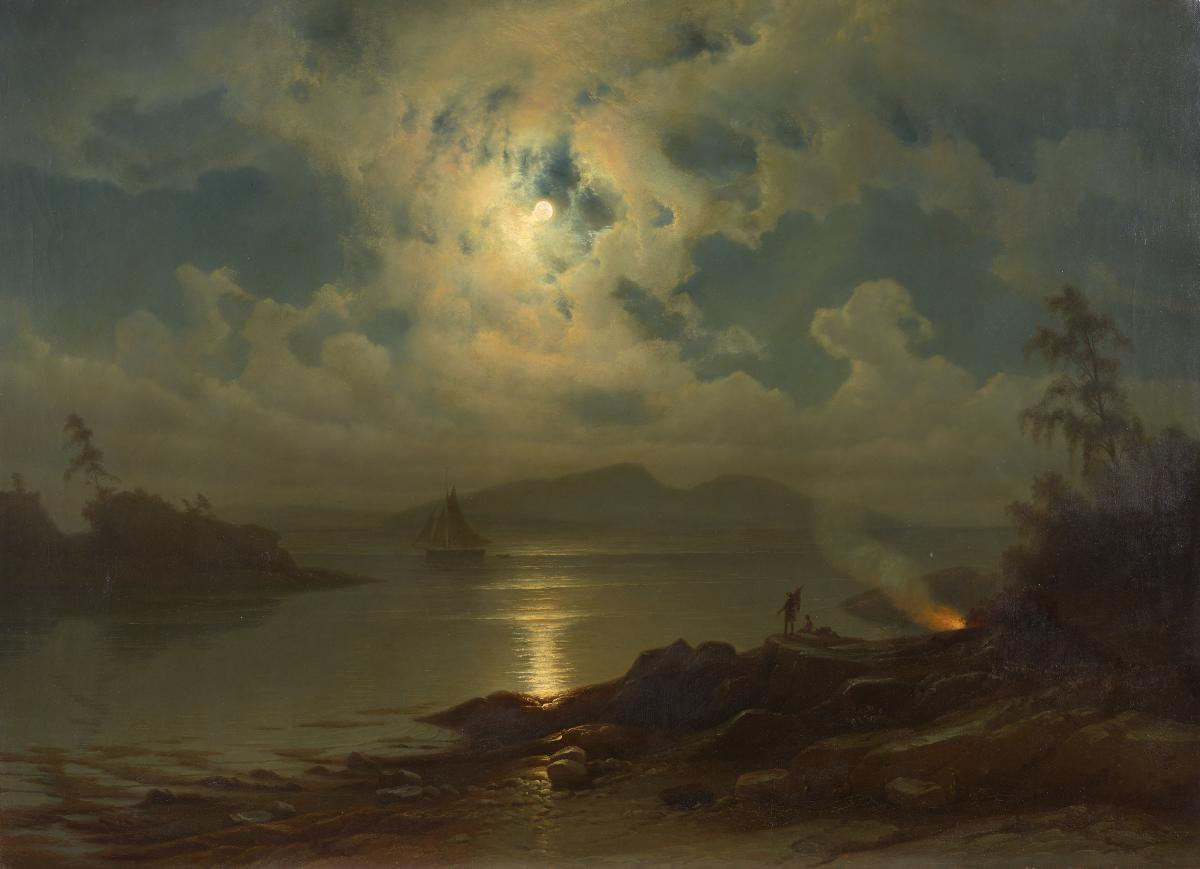
Küste der Insel Storö im Mondschein, 1853
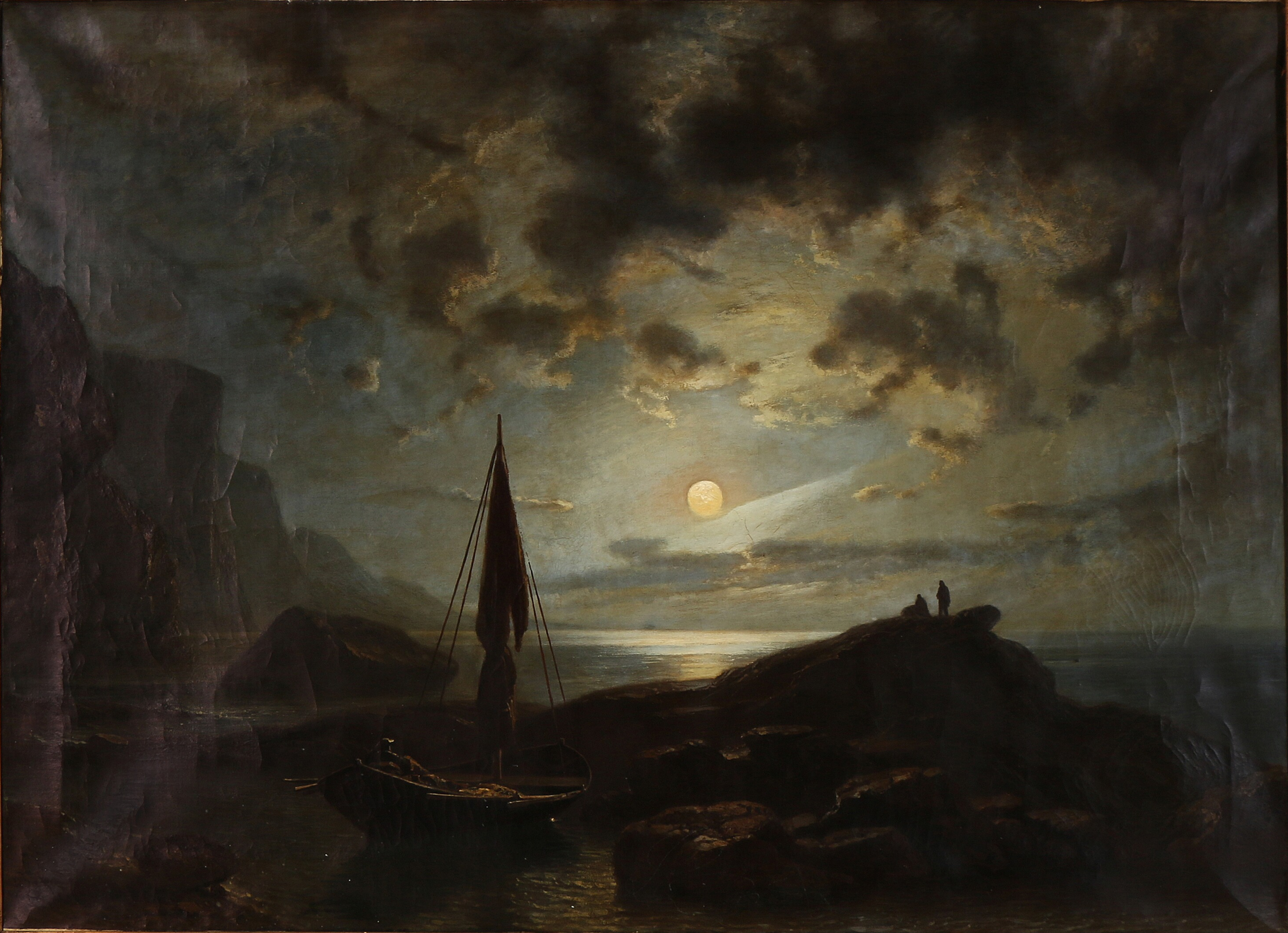
Klippe im Mondlicht, 1868